# Братское (Удомельский район)
Братское — деревня в Удомельском городском округе Тверской области. Ранее входила в состав Брусовского сельского поселения ныне упразднённого Удомельского района. С декабря 2015 года вместе с остальными населёнными пунктами бывшего района входит в Удомельский городской округ.

## География
Населённый пункт расположен по обоим берегам реки Середница в 33 километрах по автодороге (в 24 по железной дороге) на восток от города Удомля — административного центра городского округа. Расстояние до Твери — 115 километров.

### Часовой пояс
Братское, как и вся Тверская область, находится в часовой зоне МСК (московское время). Смещение применяемого времени относительно UTC составляет +3:00.

## История
Населённый пункт возник в середине XVIII века, когда сотник Иван Путятин получил вотчину в Бежецкой пятине, которую впоследствии передал сыновьям Алексею, Максиму и Ивану.
1 мая 1918 года в деревне организуется сельскохозяйственная коммуна — одна из первых в районе. К 1921 году в коммуне числилось 159 десятин земли. К 1931 году в Братском уже организован колхоз имени Крупской.
По состоянию на 1940 году в деревне числилось 25 дворов и 367 гектаров общественной земли. В июне этого же года местный колхоз присоединяется к колхозу «Ленинский путь» (Ишутиха), а в 1964 году входит в состав колхоза «Брусово».

## Население
|           | 1940 | 1961 | 1978 | 1986 | 1991 | 2000 | 2010 |
| --------- | ---- | ---- | ---- | ---- | ---- | ---- | ---- |
| Хозяйств  | 25   | 26   | 19   | 15   | 12   | 7    | ?    |
| Населения | ?    | 73   | 40   | 24   | 22   | 13   | 10   |